# Jim Davis (politiker)

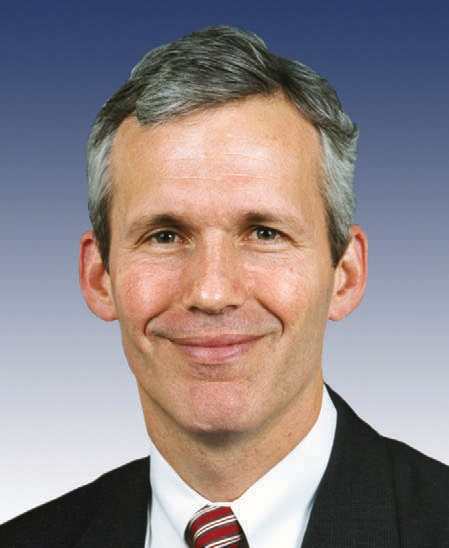
Jim Davis (politiker)

James Oscar "Jim" Davis III, född 11 oktober 1957 i Tampa, Florida, är en amerikansk demokratisk politiker. Han representerade delstaten Floridas elfte distrikt i USA:s representanthus 1997–2007.
Davis gick i skola i Jesuit High School i Tampa. Han avlade 1979 kandidatexamen vid Washington and Lee University och 1982 juristexamen vid University of Florida.
Kongressledamot Sam Gibbons kandiderade inte till omval i kongressvalet 1996. Davis vann valet och efterträdde Gibbons i representanthuset i januari 1997. Han omvaldes 1998, 2000, 2002 och 2004.
Davis kandiderade inte till omval i kongressvalet i USA 2006. Han kandiderade i stället i guvernörsvalet i Florida som han förlorade mot republikanen Charlie Crist. Davis efterträddes som kongressledamot av Kathy Castor.